# Opel Vectra
Opel Vectra – samochód osobowy klasy średniej produkowany przez niemiecką markę Opel w latach 1988 – 2008.

## Pierwsza generacja

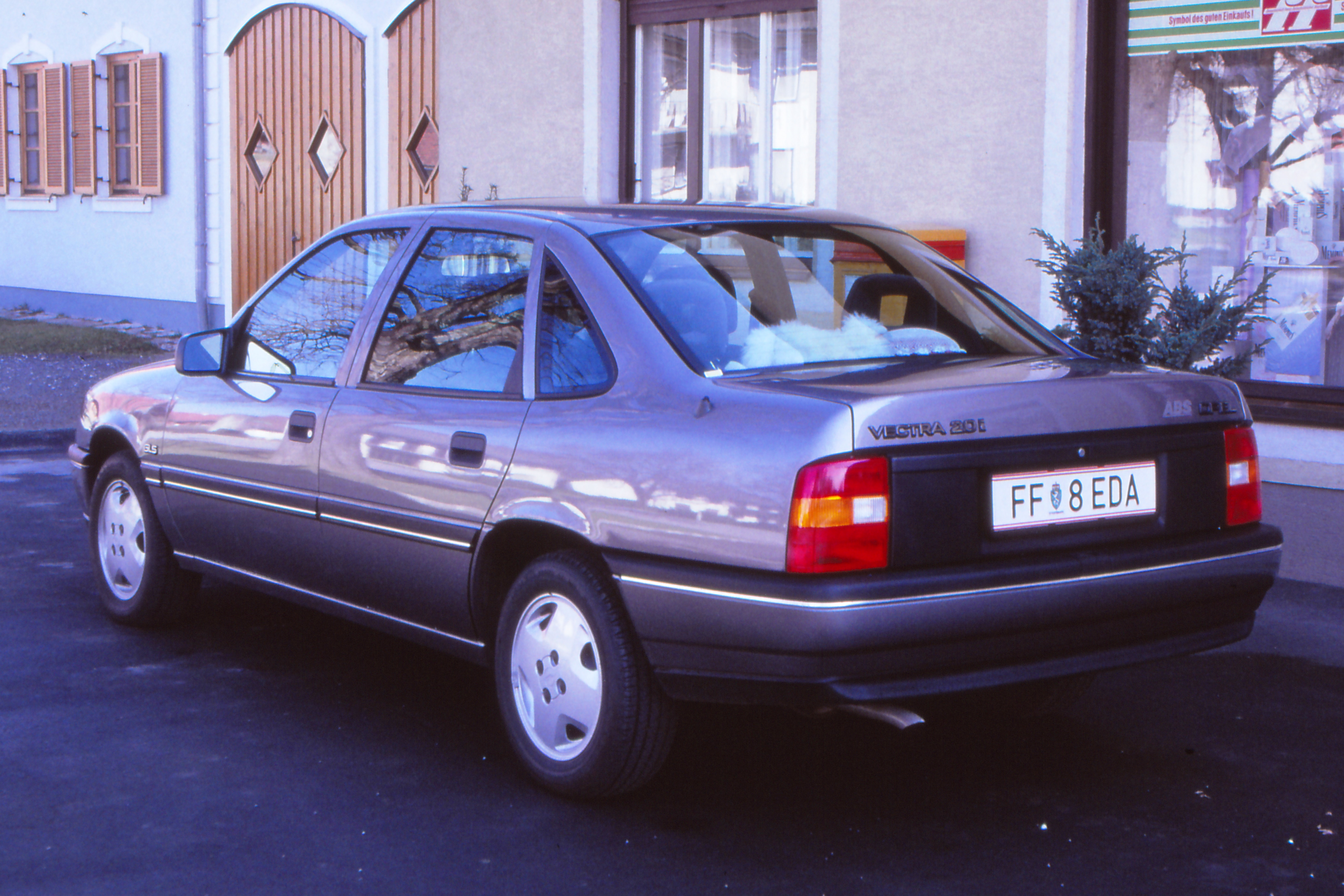
Vectra A

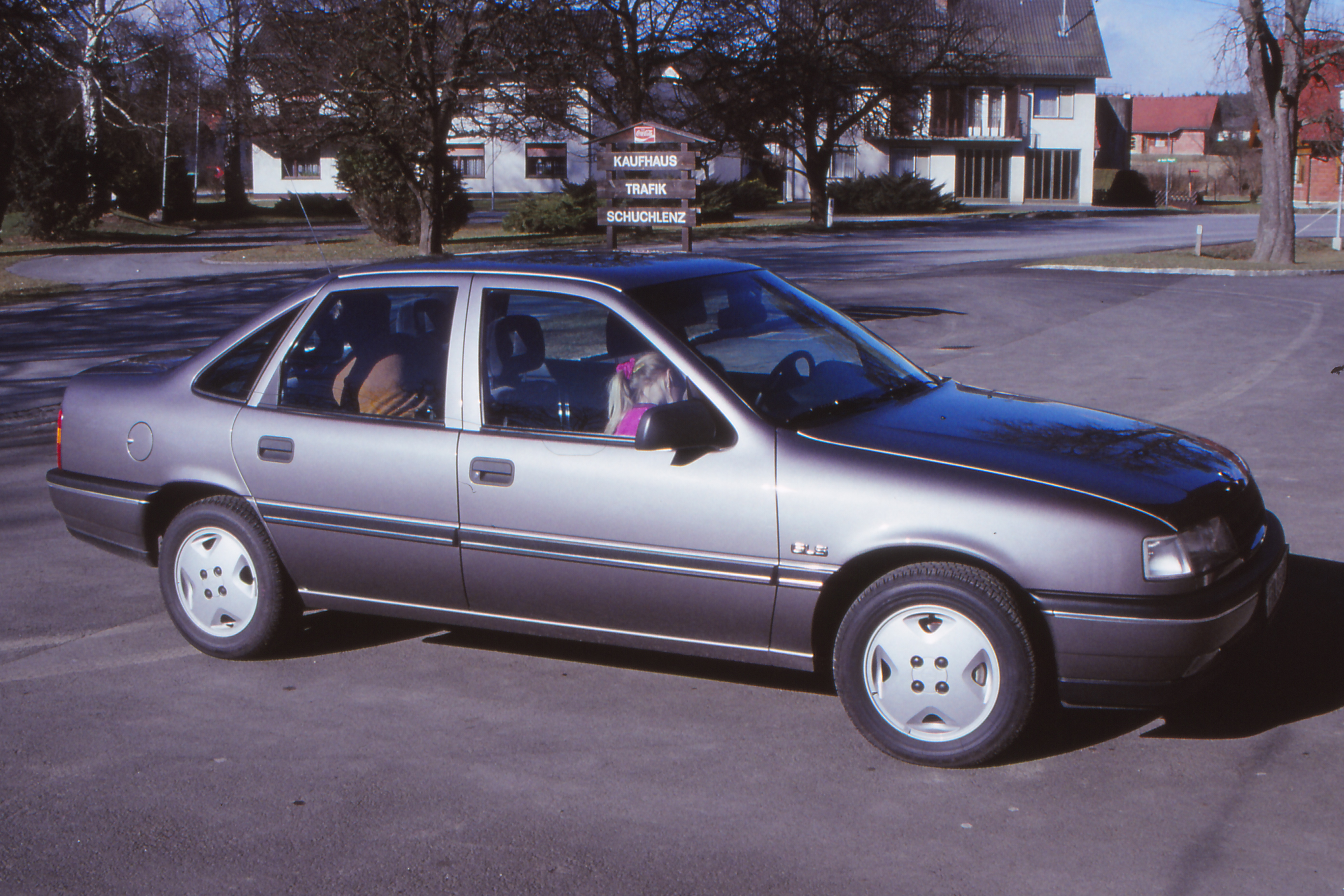
Opel Vectra A Sedan

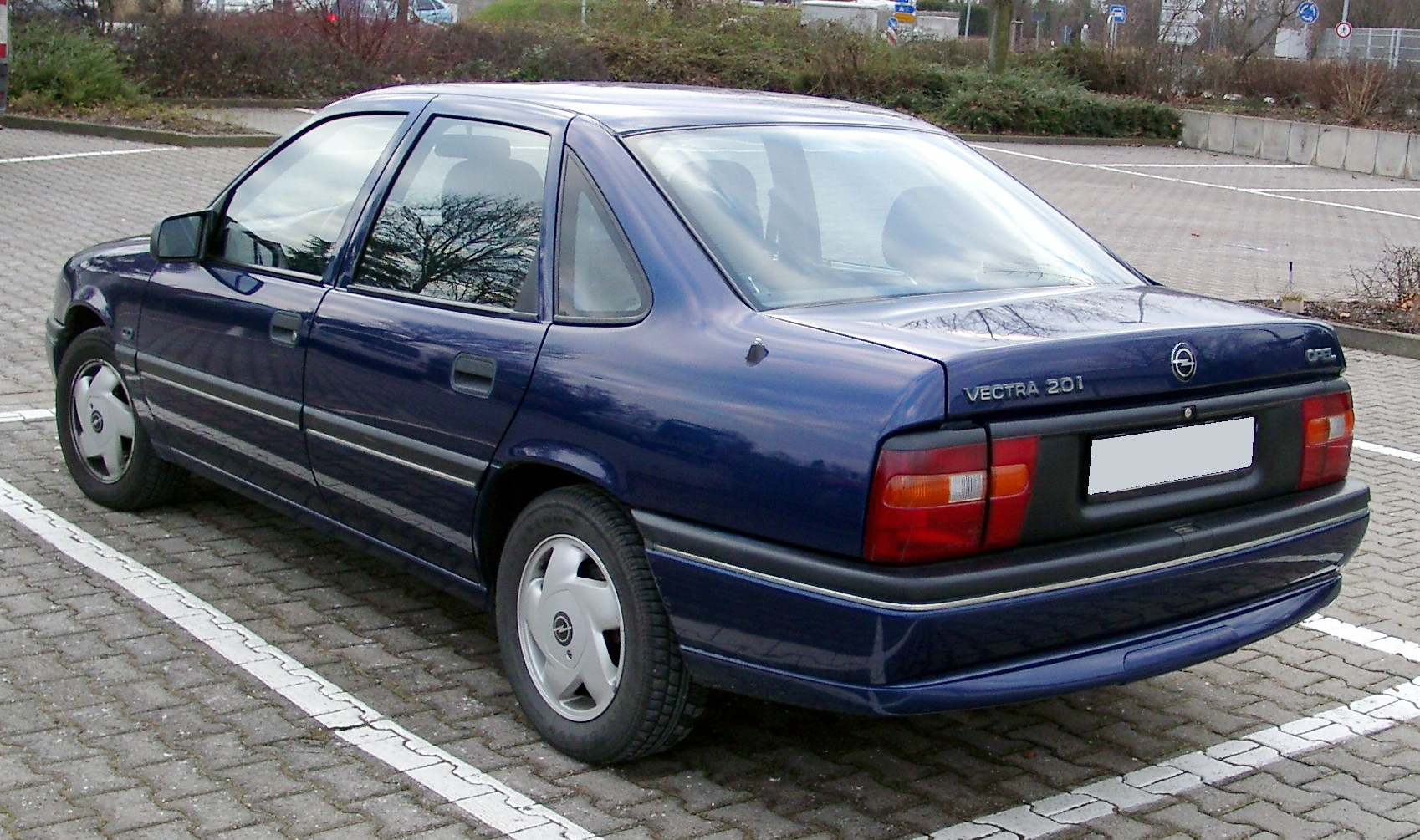
Vectra 2.0i

Opel Vectra I został zaprezentowany po raz pierwszy w 1988 roku.
Pierwsza generacja Vectry, znana wewnętrznie przez GM jako model A, została wprowadzona w październiku 1988 roku na rok modelowy 1989 jako czterodrzwiowy sedan, zastępując Opla Asconę C. Pojazd zbudowany został na płycie podłogowej GM2900, która wykorzystana została do zbudowania m.in. Opla Calibry, Vectry B, Saaba 900 II, 9-3 I oraz 9-5 I. Wraz z zapotrzebowaniem na bardziej praktyczne nadwozie z otwierana klapą z szybą, wersja pięciodrzwiowa liftback pojawiła się w marcu 1989 roku, a model oparty na Vectrze z nadwoziem coupé nazwany Calibra został wprowadzony też pod koniec tego roku. Oba samochody zostały zaprojektowane przez ówczesnego szefa projektantów Opla, Wayne'a Cherry'ego. Vauxhall Motors, brytyjska filia GM, która dzieliła większość swoich modeli z Oplem, nie używała nazwy modelu „Vectra” do czasu wprowadzenia drugiej generacji (Vectra B) do Wielkiej Brytanii w sierpniu 1995 roku. Na rynku brytyjskim używana była za to nazwa Cavalier. Model na brytyjski rynek z 1989 roku pojawił się w wersjach Base, LS, GL, GLS, CD i GT.
Przednie zawieszenie było w pełni niezależne, z kolumnami MacPhersona, dolnymi wahaczami ze stali tłoczonej i stabilizatorem poprzecznym. Przednie zawieszenie wraz z głównymi elementami mechanicznymi (silnik i skrzynia biegów) było zamontowane na przedniej ramie pomocniczej. W modelach z napędem na przednie koła tylne zawieszenie jest półniezależne, składa się z belki skrętnej połączonej z wahaczami wzdłużnymi, z podwójnymi stożkowymi, sprężynami śrubowymi i teleskopowymi amortyzatorami hydraulicznymi o bezpośrednim działaniu, przy czym niektóre modele wyposażone są również w stabilizator.
Zawieszenie przedniej osi było w pełni niezależne – zastosowano kolumny MacPhersona. Napęd przenoszony był na oś przednią, w topowych wersjach silnikowych dostępny był wariant 4x4. W plebiscycie na Europejski Samochód Roku 1989 model zajął 2. pozycję (za Fiatem Tipo).
Do napędu samochodu używano benzynowych silników rzędowych głównie o pojemnościach: 1.6, 1.8 oraz 2.0 litra. W późniejszym czasie do gamy jednostek napędowych dołączył motor V6 o pojemności 2.5 litra. Silnik 2.0 dostępny był w kilku wersjach: SOHC 8v, DOHC 16v oraz turbo. Dodatkowo dostępne były dwie jednostki wysokoprężne, 1.7 D i 1.7 TD.
Silnik o pojemności 1,4 litra nie był dostępny na wszystkich rynkach, jednostka ta była ogólnie dostępny tylko w podstawowych wersjach wyposażenia (Base/L w Wielkiej Brytanii, LS/GL w Europie). Na rynkach takich jak Włochy, gdzie system podatkowy preferował mniejsze silniki, oferowano również 1.4 GLS. Wraz z wprowadzeniem przepisów dotyczących emisji Euro I, silnik 1.4 został zastąpiony przez 1.6 L o tej samej mocy na większości rynków.
Topowa Vectra 2000 16v pojawiła się we wrześniu 1989 roku. Jego szesnastozaworowa wersja silnika 2,0 l wytwarzała 150 KM (110 kW) i była dostępna tylko z nadwoziem sedan jednak w opcji można było ją doposażyć w napęd na cztery koła.
W 1992 roku auto przeszło drobny face lifting. Zmieniono m.in. atrapę chłodnicy oraz zastosowano nowe tylne lampy i zderzaki. Do listy wyposażenia standardowego pojazdu dodano system ABS oraz wspomaganie kierownicy.
Szesnastozaworowy silnik pojawił się również w modelach GT i GSI – na niektórych rynkach po liftingu (UK), obecnie głównie jako praktyczny liftback. W styczniu 1989 roku do oferty dodano dwie wersje z napędem na cztery koła, a we wrześniu 1992 roku samochód otrzymał długo wyczekiwaną i limitowaną wersję z turbodoładowaniem o mocy 204 KM (150 kW).
W ciągu 18 lat produkcji do roku 1988 sprzedano ponad 3,9 miliona poprzedniego modelu Ascona, ale kiedy Vectra pojawiła się 33 lat temu, była to przyszłość i olbrzymi krok naprzód, zarówno pod względem aerodynamicznym jak i zastosowanej technologii. Unowocześniono i przeniesiono napęd na przednie koła podczas, gdy przestrzeń pasażerska została znacznie zwiększona. Z pięcioma siedzeniami i 530 litrami pojemności bagażnika, nowa Vectra A mogła rywalizować z wysokiej klasy modelem Opla o nazwie Senator, a po złożeniu oparć tylnych siedzeń pojemność bagażnika w sedanie wzrastała do 840 litrów.

### Isuzu 1.7 D / 1.7 TD (1992–1994)

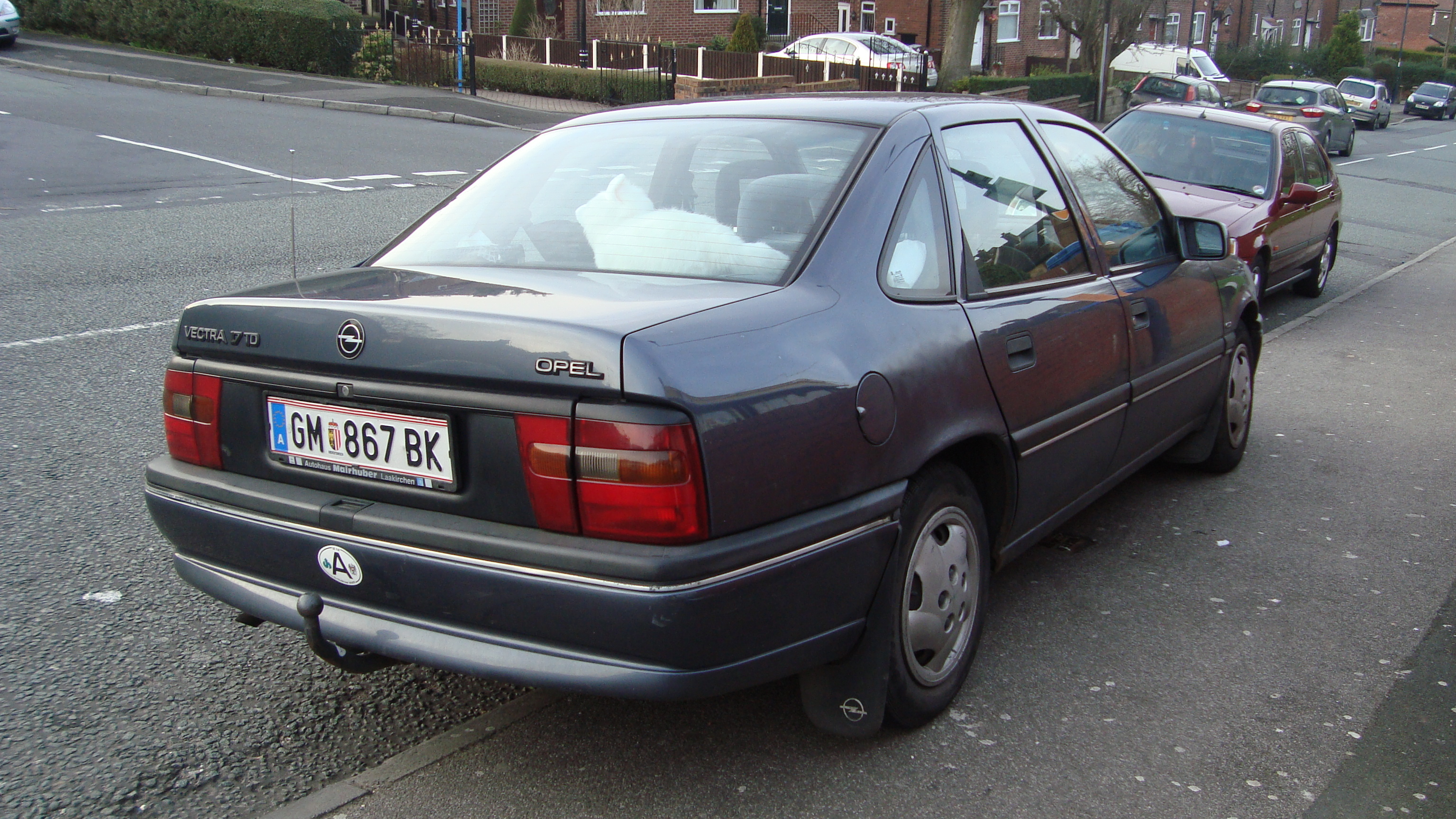
Opel Vectra A 1.7 TD – tył pojazdu

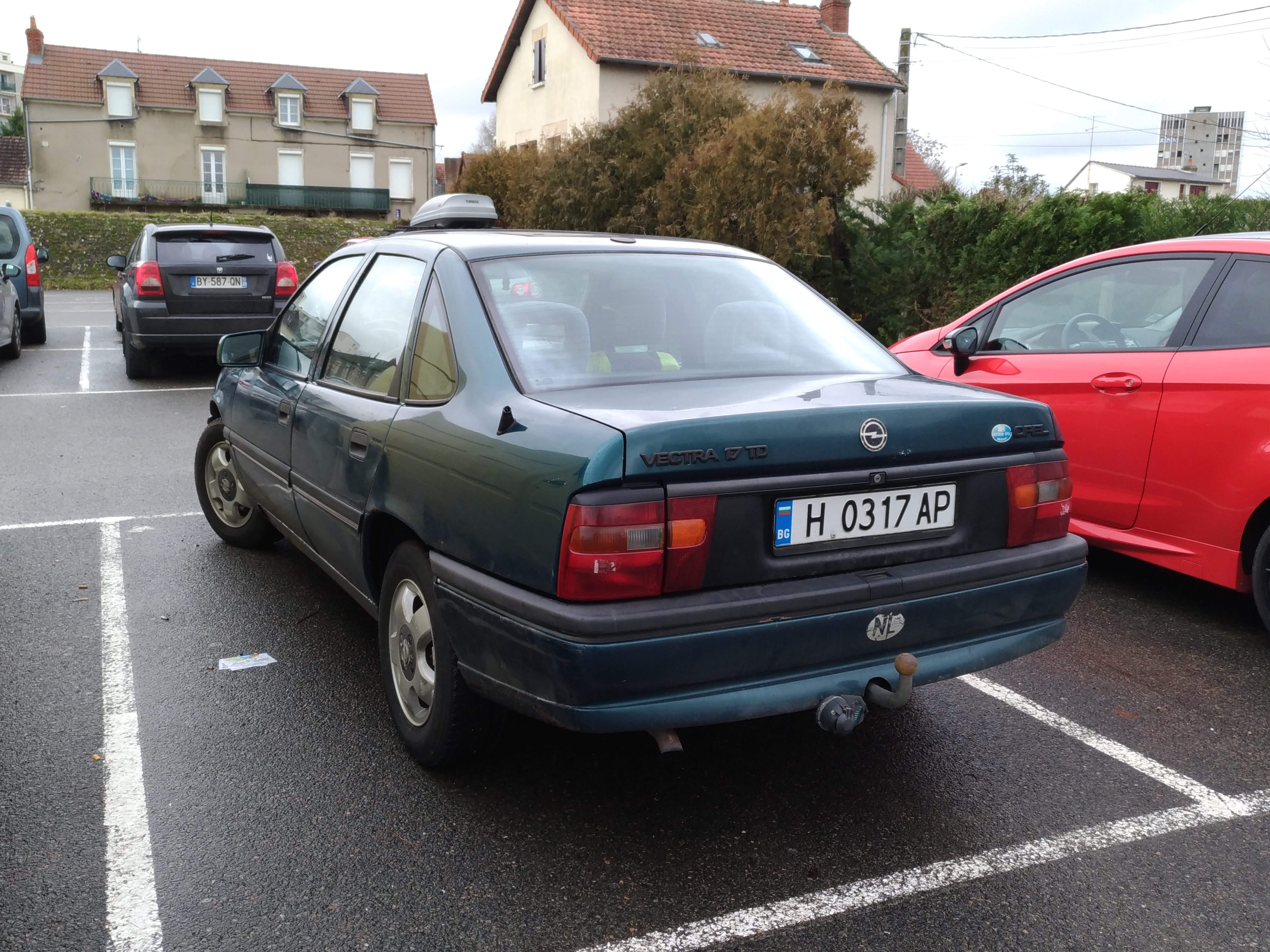
Opel Vectra A 1.7 TD

Dla nabywców szukających oszczędności i ekonomicznej jazdy Opel oferował do wyboru także dwa silniki wysokoprężne Isuzu – jednym z nich była czterocylindrowa jednostka rzędowa o pojemności skokowej 1700 cm³ (1,7 L 17D/17DR), zarówno w wersji wolnossącej o mocy 57 i 60 KM, jak i turbodoładowanej wersji o pojemności skokowej 1686 cm³ (1,7 L 17DT (TC4EE1), ta zdolna była osiągnąć 82 KM (60 kW) i był to jeden z bardziej polecanych i niezawodnych silników Diesla na początku lat 90 w klasie średniej. Osiągi wersji bez doładowania były ospałe i nie zachwycały, lecz wersja z turbodoładowaniem była już znacznie żwawsza, znana była też z możliwości pokonania dużych przebiegów.

### Vectra 2000 16v / 4x4 / GT (1989–1992) –– GT 16v / GSI (1993–1993)

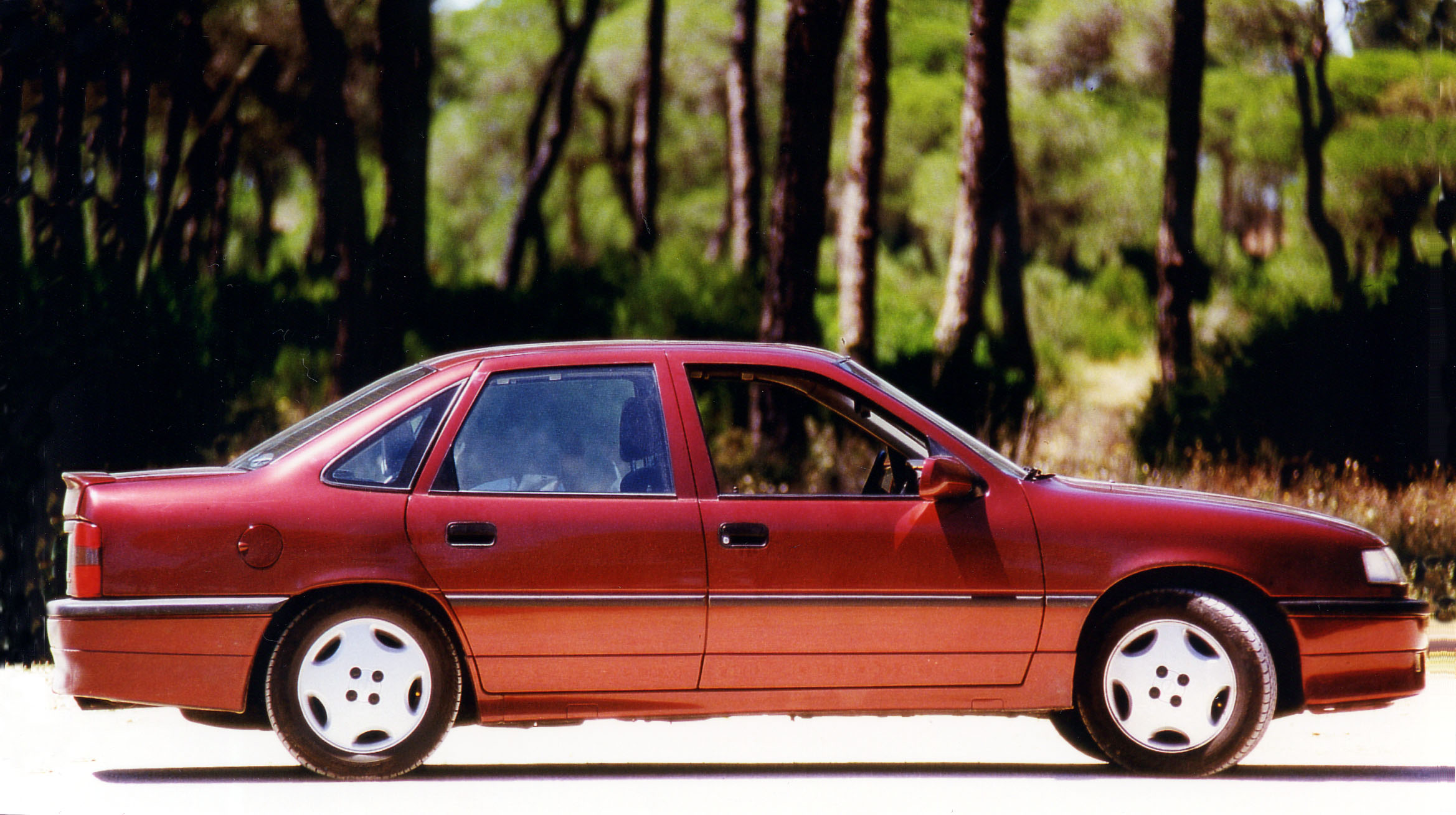
Opel Vectra A 2000 – bok pojazdu

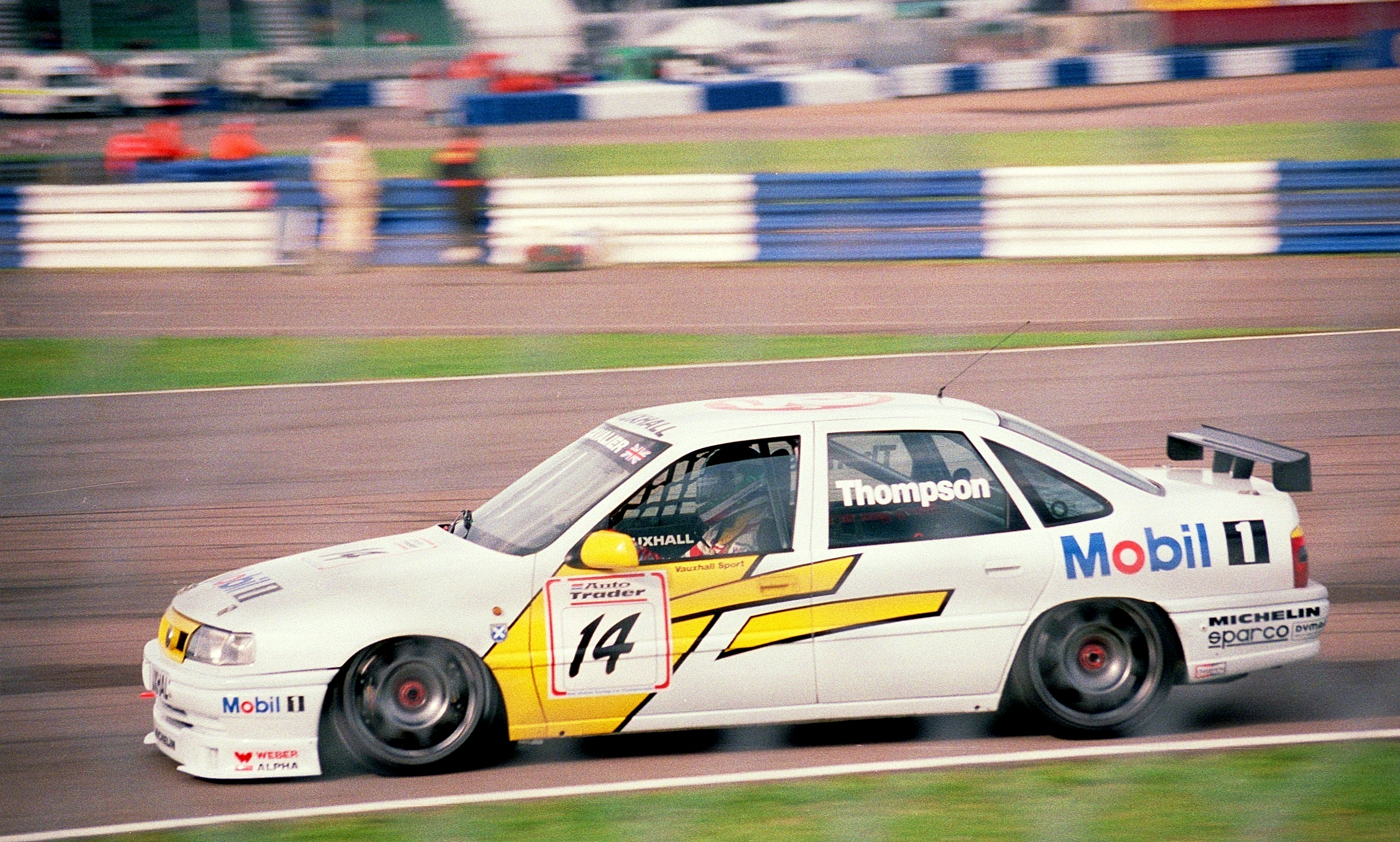
Opel Vectra 16v – w wyścigach BTCC 1995

Pierwszymi modelami charakteryzującymi się sportowym zacięciem były modele GT o mocy 115 KM (98 kW), następnie model 2000, który zadebiutował we wrześniu 1989 roku – był łączony z czterocylindrową jednostką rzędową z szesnastoma zaworami o pojemności skokowej 1998 cm³ (2,0 L 20XEJ lub C20XE), obydwie wersje osiągały moc 150 KM (110 kW). Wersją charakterystyczną modeli 2000 było zmodyfikowane nadwozie, zaopatrzone w inne spoilery i zmodyfikowany body-kit. Najbogatsze wersje często posiadały napęd na obie osie i klimatyzację. W wyposażeniu mógł znaleźć się szyberdach czy elektryczne ogrzewane fotele przednie. Wygląd zewnętrzny nadwozia modeli 2000 16v / 2000 16v 4x4 zaadaptowano do późniejszego topowego modelu Turbo 16v 4x4, silnik w modelu 2000 rozsławił Opla, charakteryzując się całkiem dobrą dynamiką i niskim poziomem spalania przy ekonomicznej jeździe, a zarazem dobrymi osiągami czy przyspieszeniem od 0–100 km/h w mniej niż 9 sekund. Seria 2000 16v / 2000 16v 4x4 była produkowany do lipca 1992 roku. Model w porównaniu do późniejszych GT był dostępny tylko jako sedan i wyprodukowano około 25 000 egzemplarzy. Cena modelu 2000 16v wynosiła 37 675 marek, a wersja z napędem na 4 koła kosztowała 42 090 marek. Również nadworny tuner Opla Irmscher zainteresował się modelem Vectra oferując różne zmianę wyglądu nadwozia i felg w pakiecie (Avus) lub pakiet Florenz był również dostępny w 1991 roku.
We wrześniu 1993 roku późniejsze modele GT 16v zastąpiły model 2000. Modele GT były wyposażone w tę samą jednostkę co modele 2000 – czyli 150 konny motor. W ten sam 2-litrowy silnik wyposażono również bliźniaczy model coupé – wersję Opel Calibra tyle, że nadano krótką nazwę 16v. Model Calibra z tą jednostką nie był oferowany z automatyczną skrzynią biegów, w lutym 1994 roku moc w tym silniku w modelach Vectra i Calibra obniżono do 136 KM (100 kW) – ze względu na zaostrzające się przepisy dotyczące spalin. Ucierpiały na tym lekko osiągi. Auto dostępne było seryjnie jako przednionapędowe z manualną 5 biegową skrzynią biegów, jak i w opcji doposażone w napęd 4x4.
Model Vectra 16v brał także udział w wyścigach takich jak British Touring Car Championship, gdzie za kierownicą Vauxhalla Cavalier Mk.3 w teamie Vauxhall Sport, młody 21 letni James Thompson z powodzeniem w 1995 roku zajął pierwsze miejsce w 3 wyścigu 6 rundy. A inny doświadczony kierowca Vauxhalla Sport – John Cleland wygrał całą rywalizacją dając w 1995 roku zwycięstwo całemu zespołowi. Plasując się na 1 miejscu, a młody Thompson uplasował się na 7 miejscu w generalce.

### Turbo 16v 4x4 (1992–1994)

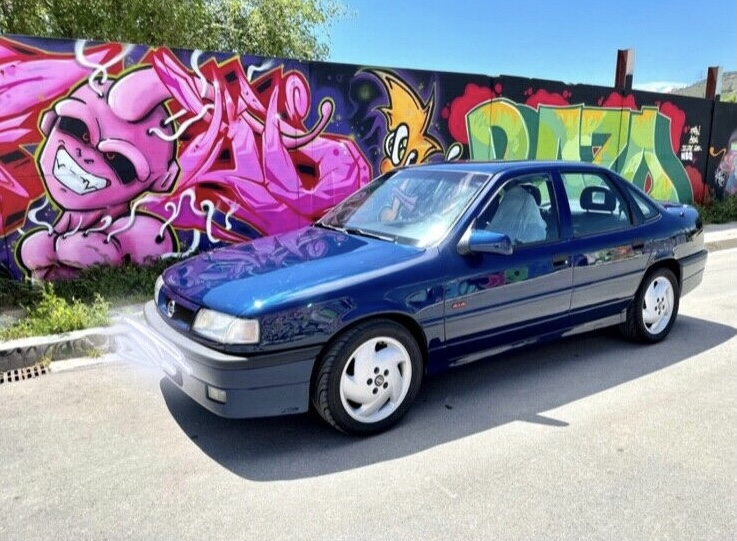
Opel Vectra A Turbo 4x4

Vectra/Cavalier Turbo 4×4 był początkowo oferowany jako topowy model po zaprzestaniu produkcji wersji 2000/4x4, była ona dostępna tylko w kilku krajach europejskich od września 1992 roku, podobnie jak Calibra z tym silnikiem. Ponieważ Opel miał wielu klientów, którzy po zaprzestaniu wytwarzania modelu 2000 szukali samochodów sedan w średniej klasie, ale z napędem na cztery koła w szczególności w górzystych krajach takich jak Szwajcaria czy Austria, Vectra z napędem na wszystkie koła była tam dostępna w połączeniu z 16-zaworowym silnikiem turbo o mocy 150 kW (204 KM). Początkowo ten silnik miał znaleść się tylko i wyłącznie w Calibrze, od której wymagano dynamiki godnej jej wizerunkowi zewnętrznemu, lecz od września 1993 roku Vectra Turbo 4×4 była również oferowana jako topowy model w Niemczech, ale wycofano ją z produkcji już w lipcu 1994 roku. Od września 1992 do lipca 1994 sprzedano tylko 2252 Vectry Turbo 4×4, głównie do Wielkiej Brytanii, Austrii, Szwajcarii i Niemiec. Ten model z tym silnikiem jest jednym z najrzadszym modeli Opla jakie wypuszczono. Model Turbo bardzo rzadko występuje na rynku wtórnym.
Zastosowano w nim silnik Calibry o pojemności 2,0-litrów z szesnastozaworową zaworową głowicą znaną już z modelu 16v. Nowy silnik opracowany przez Dr. Fritza Indrę dostał oznaczenie (C20LET), który z turbosprężarką niemieckiej firmy KKK (model K16) z intercoolerem rozwijał moc ponad 200 KM. Wersja turbo była standardowo dostępna tylko i wyłącznie z sześciobiegową manualną skrzynią biegów i napędem na cztery koła opracowany przez austriacką firmę Steyr-Daimler-Puch, nie było w opcji zamówienia automatycznej skrzyni biegów, czy napędu na oś przednią. Maksymalny moment obrotowy wynosił solidne 280 Nm z uwagi na limit wytrzymałościowy skrzyni biegów i był już dostępny przy 2400 obr./min aż do 4000 obr./min. Mimo iż to wersja V6 bardziej harmonijnie rozwijała moc i lepiej brzmiała, to Vectra w wersji Turbo była najszybszą i najbardziej egzotyczną wersją Opla w tym typoszeregu. Vectra Turbo zdecydowanie lepiej się prowadziła dzięki lżejszemu silnikowi na przedniej osi w porównaniu do V6 i mimo seryjnie dołączonego napędu na cztery koła nie była cięższa niż modele V6. Prędkość maksymalna deklarowana przez producenta to 240 km/h i od 0 do 100 km/h poniżej 7 sekund. Zatrzymanie z pierwszych stu kilometrów wynosiło 38,7 metrów. W pierwszym roku produkcji a więc 1992 r. Vectra kosztowała ok. 55 tys. marek.
Opel Vectra Turbo 16v 4z4 miał także niechlubną opinię podczas rajdu Formuły 1. W maju 1994 roku ostatnim roku produkcji tej wersji, europejska wersja Turbo 4x4 Vectry z 1993 roku została wykorzystana w Formule 1 jako samochód bezpieczeństwa i została wdrożona podczas Grand Prix San Marino na torze w Imoli. Wyścig rozpoczął się o godzinie 14:00 czasu lokalnego przy słonecznej pogodzie i suchym torze. Na starcie, w samochodzie JJ Lehto zgasła jednostka napędowa Forda. Następnie samochód Pedro Lamy'ego z Lotusa uderzył w tył samochodu fińskiego kierowcy. Obu kierowcom nic się nie stało, jednak koło z samochodu portugalskiego kierowcy wpadło na trybuny raniąc dziewięć osób. Po wypadku, na tor wjechał samochód bezpieczeństwa, prowadzony przez Maxa Angelelliego. Ponieważ Opel Vectra Turbo był oparty na rodzinnym sedanie i nie był on stosunkowo szybki w porównaniu do bolidów F1, Senna postanowił jechać obok Vectry i pokazał gestami, żeby jechał jeszcze szybciej. W późniejszym czasie uznano, że Opel Vectra jest nieodpowiedni do tej roli i że jest przyczyną spadku ciśnienia opon w bolidach, przez niedostatecznie rozgrzane opony. Pod koniec piątego okrążenia, David Brown poinformował Sennę przez radio, że samochód bezpieczeństwa zjedzie do alei serwisowej na tym kółku. Po zakończeniu okresu neutralizacji, na szóstym okrążeniu Brazylijczyk wykonał najszybsze okrążenie. Na drugim okrążeniu po restarcie, gdy prowadził Senna przed Schumacherem, samochód brazylijskiego kierowcy na zakręcie Tamburello wypadł z trasy i przy prędkości ponad 300 km/h uderzył w betonową ścianę. Ayrton Senna niestety mimo usilnych starań ekipy medycznej zmarł w szpitalu.
Na rynku polskim Opel sprzedał w 1993 roku jedną sztukę Vectry A 2.0 i Turbo 4x4

### V6 (1993–1995)

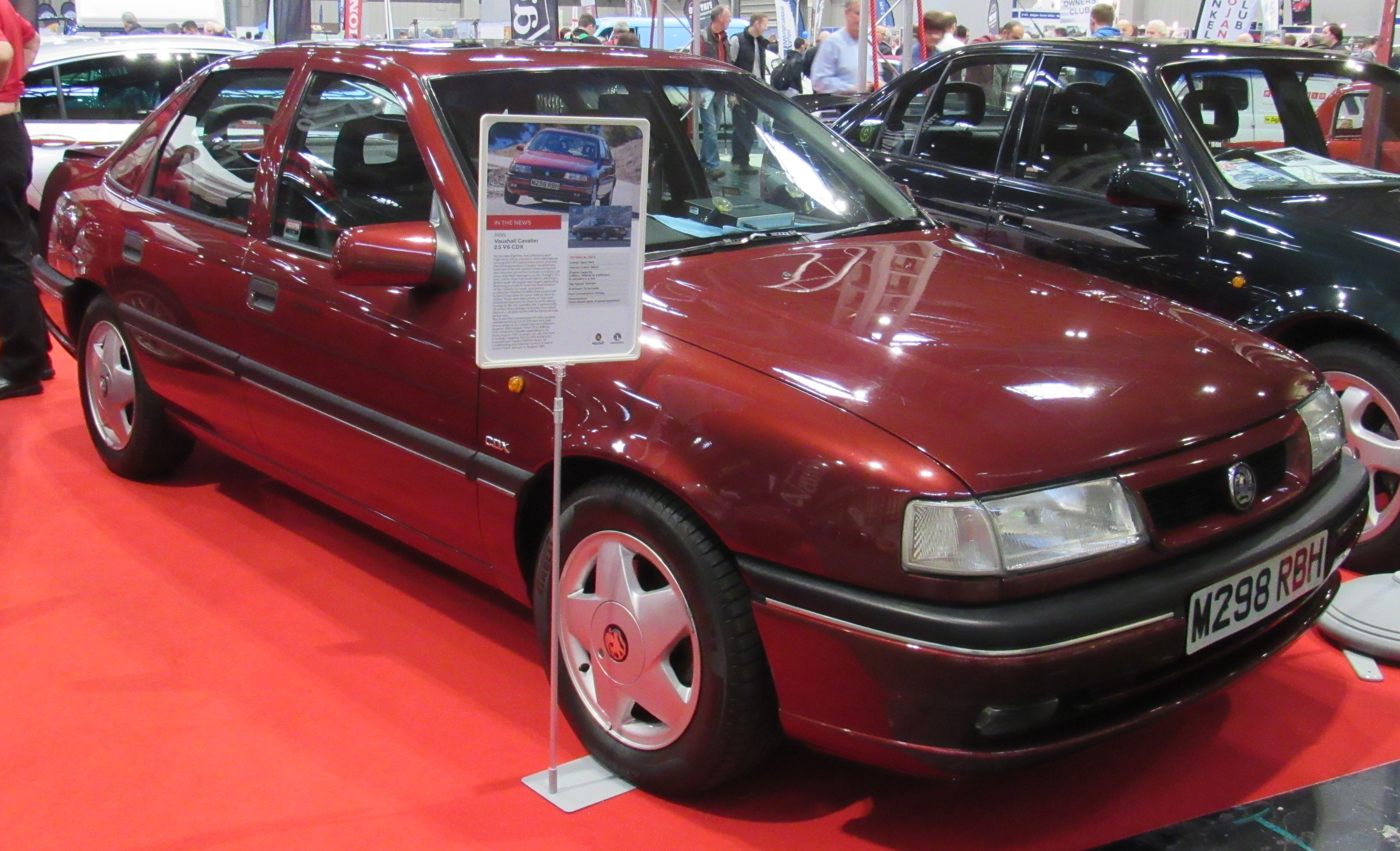
Vauxhall Vectra V6 2.5

W późniejszych wersjach Vectry po faceliftingu pojawił się także 2,5-litrowy silnik V6, który rozwijał moc 170 KM (125 kW). Vectra, która na początku 90. lat miała tylko wersje 2000 16v i Turbo 4x4 jeśli chodzi o modele o aspiracjach sportowych, silnik V6 umożliwił autu bardziej stonowane rozwijanie mocy w porównaniu do narrowistych i głośnych silników 4 cylindrowych. Bogate jak na tę klasę wyposażenie obejmowało klimatyzację czy skórzaną tapicerkę.

### Wersje wyposażenia
| Wersja                                | Dostępne silniki                                                                                                  |
| ------------------------------------- | --- |
| GL                                    | 1.4 S 75 KM, 1.6 S 82 KM, 1.6i 75 KM, 1.6i 71 KM, 1.7 D 57 KM, 1.7 TD 82 KM, 1.8 S 88 KM, 1.8i 90 KM, 2.0i 115 KM |
| GLS                                   | 1.6 S 82 KM, 1.6i 71 KM, 1.6i 75 KM, 1.6i 82 KM, 1.7 D 57 KM, 1.7 TD 82 KM, 1.8 S 88 KM, 1.8i 90 KM, 2.0i 115 KM  |
| CD (1988–1994)                        | 1.8i 90 KM, 2.0i 115 KM, 1.7 TD 82 KM                                                                             |
| CDX (1988–1994)                       | 1.8i 90 KM, 2.0i 115 KM, 2.0 16v 136 KM, 1.7 TD 82 KM                                                             |
| CD Diamant (1991–1993)                | 2.0i 115 KM |
| Frisco (1992)                         | 2.0i 115 KM |
| Special (1993–1994)                   | 1.6i 75 KM, 1.8i 90 KM, 2.0i 115 KM, 1.7 TD 82 KM                                                                 |
| Sportive (1993–1994)                  | 1.6i 75 KM, 1.8i 90 KM, 2.0i 115 KM, 1.7 TD 82 KM                                                                 |
| Exprerssion (1993; rynek Szwajcarski) | 2.0i 115 KM |
| Selection (1994)                      | 1.6i 71 KM |
| 4x4 (1993)                            | 1.8 S 88 KM, 1.8i 90 KM, 2.0i 115 KM, 2.0i 129 KM                                                                 |
| GT (1992–1993)                        | 2.0i 8v 115 KM |
| GT 16v (1993–1993)                    | 2.0i 16v 150 KM                                                                                                   |
| 2000 16v (1989–1992)                  | 2.0i 16v 150 KM                                                                                                   |
| 2000 16v 4x4 (1989–1992)              | 2.0i 16v 150 KM                                                                                                   |
| Turbo 16v 4x4 (1992–1994)             | 2.0i 16v 204 KM                                                                                                   |
| V6 (1993–1995)                        | 2.5i 24v 170 KM                                                                                                   |

### Dane techniczne
| Silnik                      | Pojemność skokowa (cm³) | Typ silnika                  | Układ zasilania          | Średnica x skok cylindra (mm) | Stopień sprężania  | Moc maksymalna (KM (kW) / obr/min) | Maksymalny moment obrotowy (Nm / obr/min) | przyspieszenie 0–100 km/h (s) | Prędkość maksymalna (km/h) | Lata produkcji     |
| Silniki benzynowe:          | Silniki benzynowe:      | Silniki benzynowe:           | Silniki benzynowe:       | Silniki benzynowe:            | Silniki benzynowe: | Silniki benzynowe:                 | Silniki benzynowe:                        | Silniki benzynowe:            | Silniki benzynowe:         | Silniki benzynowe: |
| --------------------------- | ----------------------- | ---------------------------- | ------------------------ | ----------------------------- | ------------------ | ---------------------------------- | ----------------------------------------- | ----------------------------- | -------------------------- | ------------------ |
| 1.4 s (14NV)                | 1389                    | R4, SOHC, 2-zaworowy         | Gaźnik                   | 9,4:1                         | 77,60 × 73,40      | 75 (55) / 5400                     | 108 / 3000                                | 14.5                          | 176                        | 09.1988 – 07.1990  |
| 1.6 s (16SV)                | 1598                    | R4, SOHC, 2-zaworowy         | Gaźnik                   | 10,0:1                        | 79,00 × 81,50      | 82 (61) / 5400                     | 130 / 2600                                | 12.8                          | 178                        | 09.1988 – 07.1990  |
| 1.6i (E16NZ)                | 1598                    | R4, SOHC, 2-zaworowy         | Wtrysk jednopunktowy     | 9,2:1                         | 79,50 × 81,50      | 75 (55) / 5200                     | 127 / 2600                                | 14.0                          | 176                        | 09.1988 – 12.1988  |
| 1.6i (C16NZ)                | 1598                    | R4, SOHC, 2-zaworowy         | Wtrysk jednopunktowy     | 9,2:1                         | 79,50 × 81,50      | 75 (55) / 5200                     | 125 / 2600                                | 14.0                          | 176                        | 09.1988 – 07.1993  |
| 1.6i (16LZ2)                | 1597                    | R4, SOHC, 2-zaworowy         | Wtrysk jednopunktowy     | 8,8:1                         | 80,00 × 79,50      | 75 (55) / 5200                     | 120 / 2800                                | 14.0                          | 176                        | 09.1993 – 07.1995  |
| 1.6i (X16SZ)                | 1598                    | R4, SOHC, 2-zaworowy         | Wtrysk jednopunktowy     | 10,0:1                        | 79,50 × 81,50      | 71 (52) / 5000                     | 128 / 2800                                | 14.0                          | 176                        | 09.1993 – 07.1995  |
| 1.8 s (18SV)                | 1796                    | R4, SOHC, 2-zaworowy         | Gaźnik                   | 10,0:1                        | 84,80 × 79,50      | 90 (66) / 5400                     | 148 / 2800                                | 12.5                          | 183                        | 09.1988 – 07.1989  |
| 1.8 s (E18NVR)              | 1796                    | R4, SOHC, 2-zaworowy         | Gaźnik                   | 9,2:1                         | 84,80 × 79,50      | 88 (65) / 5400                     | 143 / 3000                                | 12.5                          | 182                        | 09.1988 – 07.1989  |
| 1.8i (C18NZ)                | 1796                    | R4, SOHC, 2-zaworowy         | Wtrysk jednopunktowy     | 9,2:1                         | 84,80 × 79,50      | 90 (66) / 5400                     | 145 / 3000                                | 12.5                          | 183                        | 09.1988 – 07.1995  |
| 2.0i (C20NEF)               | 1998                    | R4, SOHC, 2-zaworowy         | Wtrysk Bosch Motronic    | 9,2:1                         | 86,00 × 86,00      | 101 (74) / 5200                    | 158 / 2600                                | b/d                           | b/d                        | 09.1988 – 07.1989  |
| 2.0i (20NE)                 | 1998                    | R4, SOHC, 2-zaworowy         | Wtrysk Bosch Motronic    | 9,2:1                         | 86,00 × 86,00      | 115 (85) / 5200                    | 175 / 2600                                | 10.5                          | 198                        | 09.1988 – 07.1989  |
| 2.0i (C20NE)                | 1998                    | R4, SOHC, 2-zaworowy         | Wtrysk Bosch Motronic    | 9,2:1                         | 86,00 × 86,00      | 115 (85) / 5200                    | 170 / 2600                                | 10.5                          | 198                        | 09.1988 – 07.1995  |
| 2.0i (20SEH)                | 1998                    | R4, SOHC, 2-zaworowy         | Wtrysk Bosch Motronic    | 10,0:1                        | 86,00 × 86,00      | 129 (95) / 5600                    | 180 / 4600                                | b/d                           | 206                        | 09.1988 – 07.1989  |
| 2.0i 16v (20XEJ)            | 1998                    | R4, DOHC, 4-zaworowy         | Wtrysk Bosch Motronic    | 10,5:1                        | 86,00 × 86,00      | 150 (110) / 6000                   | 196 / 4800                                | 8.5                           | 217                        | 09.1988 – 07.1989  |
| 2.0i 16v (C20XE)            | 1998                    | R4, DOHC, 4-zaworowy         | Wtrysk Bosch Motronic    | 10,5:1                        | 86,00 × 86,00      | 150 (110) / 6000                   | 196 / 4800                                | 8.5                           | 217                        | 09.1988 – 02.1994  |
| 2.0i 16v Ecotec (X20XEV)    | 1998                    | R4, DOHC, 4-zaworowy         | Wtrysk Bosch Motronic    | 10,8:1                        | 86,00 × 86,00      | 136 (100) / 5600                   | 185 / 4000                                | 9.5                           | 210                        | 03.1994 – 07.1995  |
| 2.0i 16v Turbo 4x4 (C20LET) | 1998                    | R4, DOHC, 16-zaworowy, turbo | Wtrysk Bosch Motronic    | 9,0:1                         | 86,00 × 86,00      | 204 (150) / 5600                   | 280 / 2400 – 4000                         | 6.8                           | 240                        | 09.1992 – 07.1994  |
| 2.5 V6 (C25XE)              | 2498                    | V6, DOHC, 24-zaworowy        | Wtrysk Bosch Motronic    | 10,8:1                        | 77,80 × 73,40      | 170 (125) / 5600                   | 227 / 3000                                | 7.8                           | 233                        | 03.1993 – 07.1995  |
| Silniki wysokoprężne:       |                         |                              |                          |                               |                    |                                    |                                           |                               |                            |                    |
| 1.7 D (17D)                 | 1700                    | R4, 2-zaworowy               | Wtrysk do komory wirowej | 23,0:1                        | 82,50 × 79,50      | 57 (42) / 4600                     | 105 / 2400 – 2600                         | 20.0                          | 152                        | 09.1988 – 07.1992  |
| 1.7 D (17DR)                | 1700                    | R4, 2-zaworowy               | Wtrysk do komory wirowej | 23,0:1                        | 82,50 × 79,50      | 60 (44) / 4600                     | 105 / 2400 – 2600                         | 20.5                          | 152                        | 03.1994 – 07.1995  |
| 1.7 TD (17DT/TC4EE1; Isuzu) | 1686                    | R4, 2-zaworowy, turbo        | Wtrysk do komory wirowej | 22,0:1                        | 79,00 × 86,00      | 82 (60) / 4400                     | 168 / 2400                                | 14.5                          | 176                        | 09.1988 – 07.1995  |

## Druga generacja

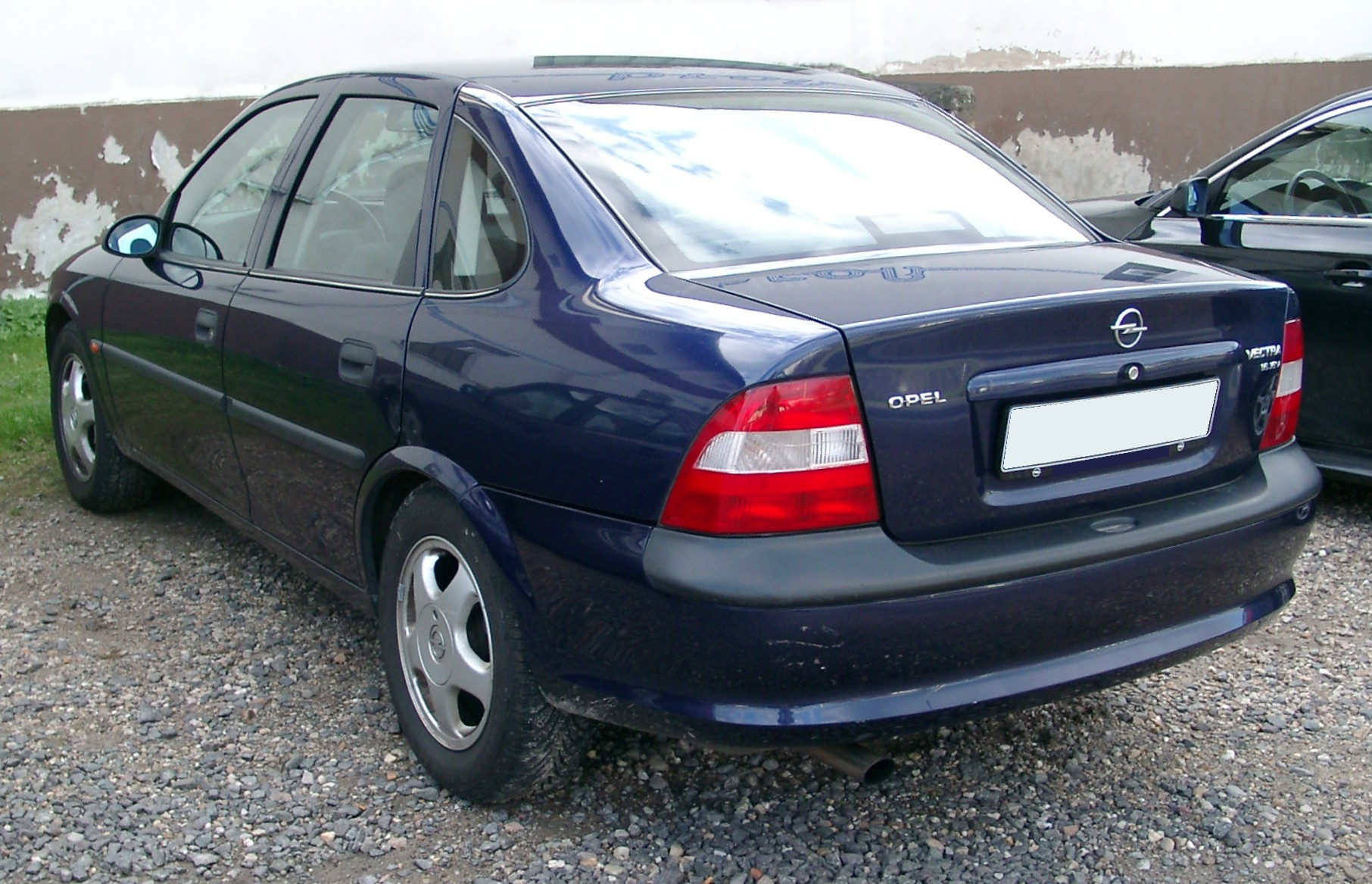
Opel Vectra B – tył

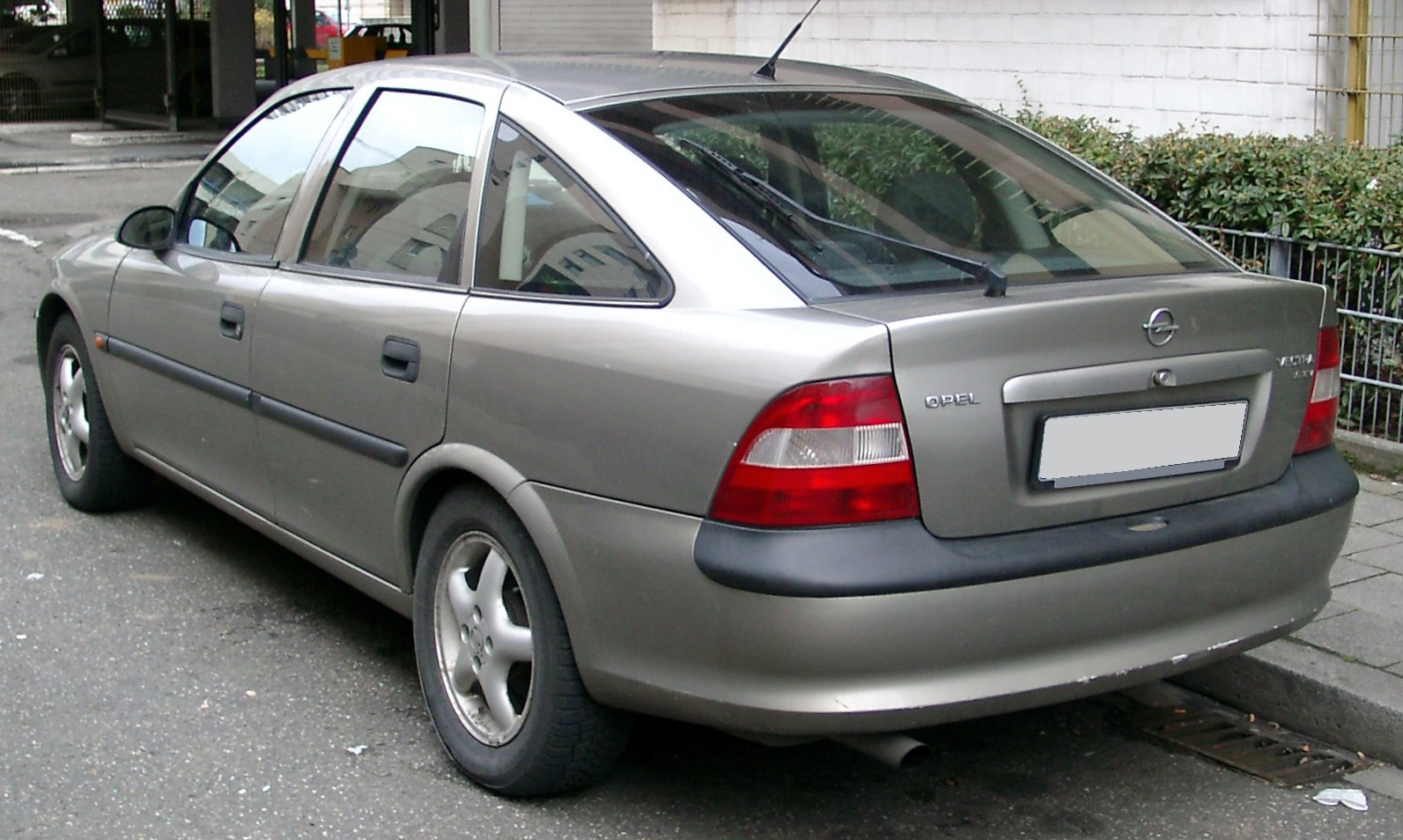
Opel Vectra B Liftback

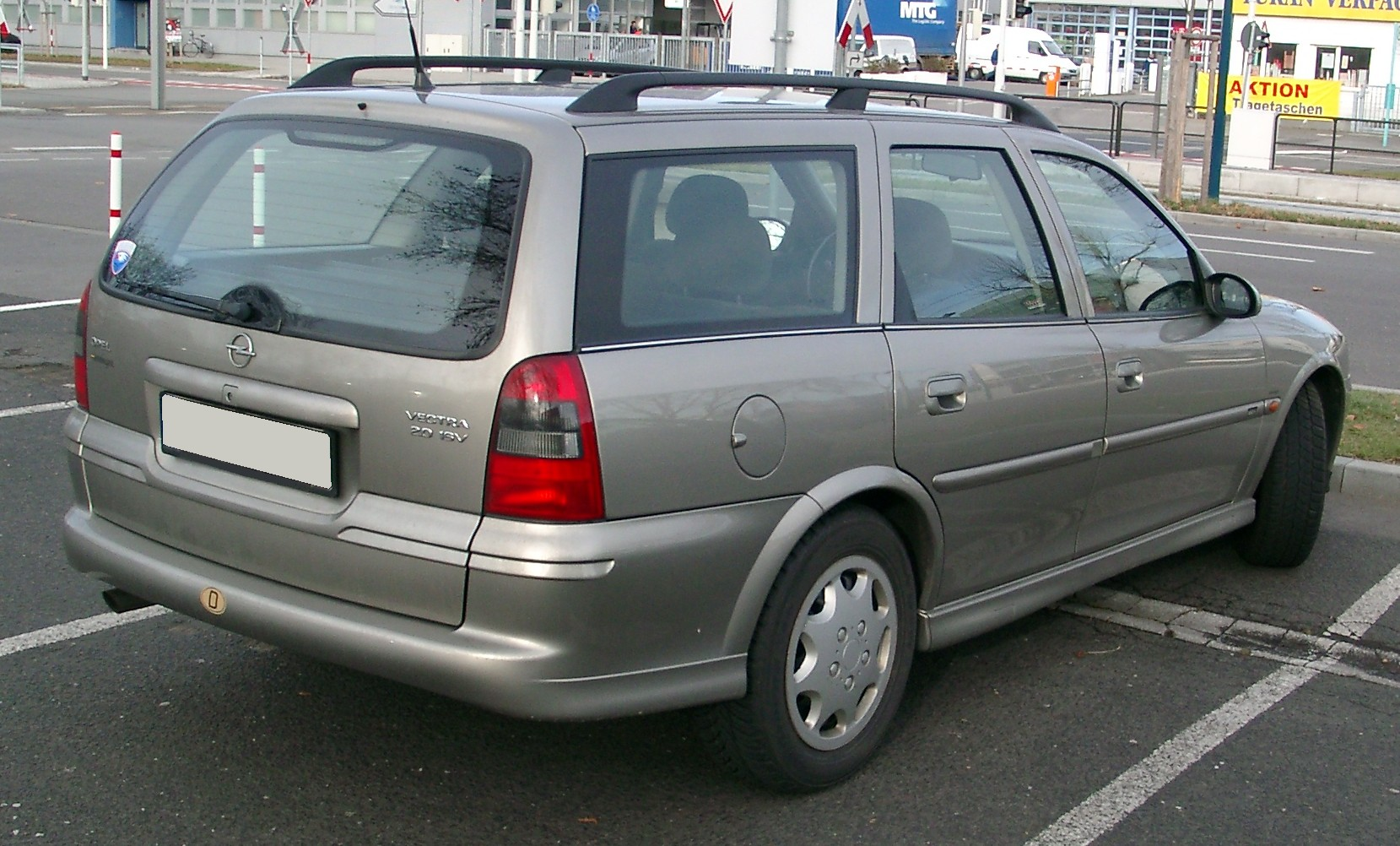
Opel Vectra B Kombi

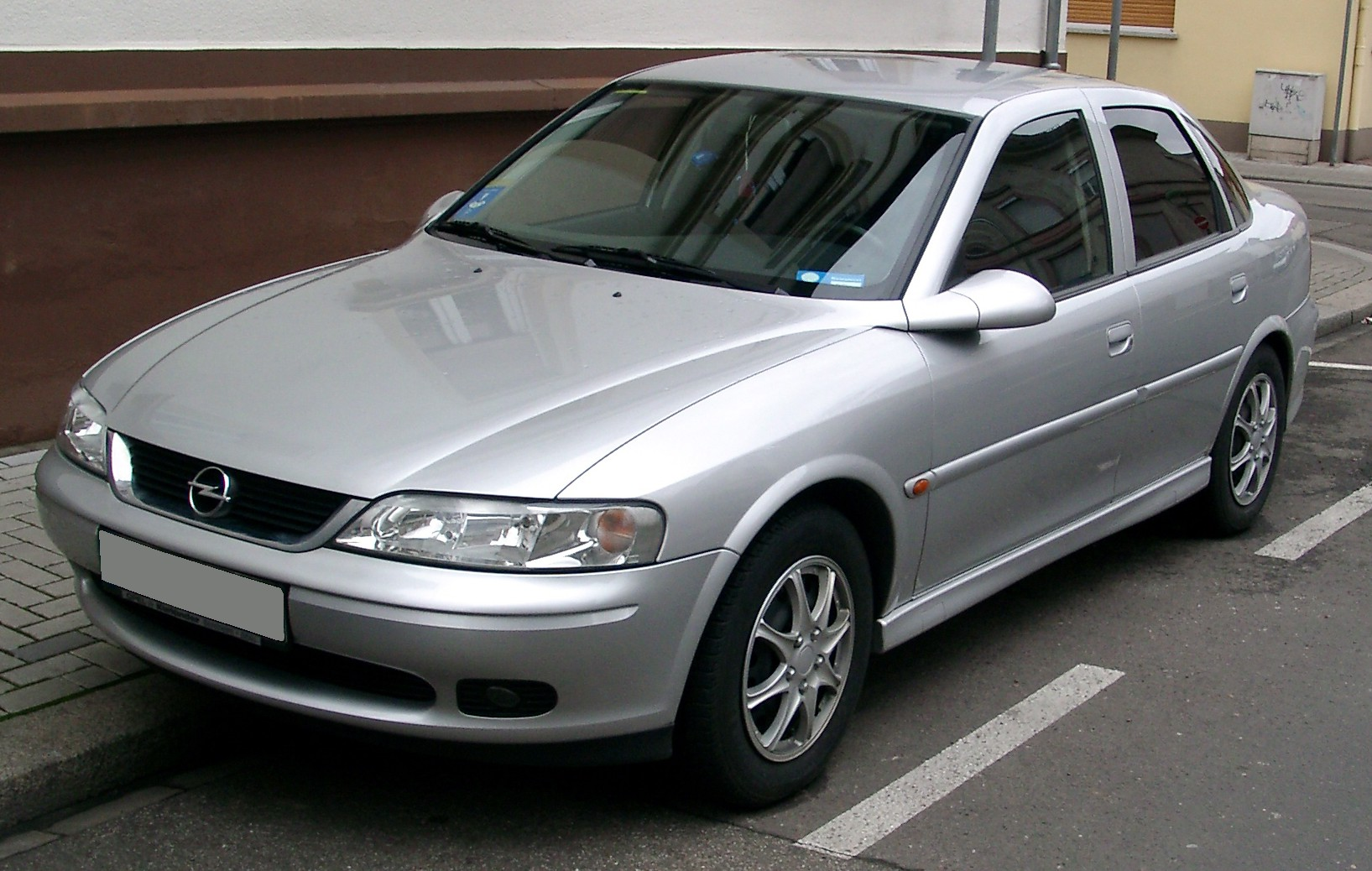
Opel Vectra B po liftingu

Opel Vectra II został zaprezentowany po raz pierwszy w październiku 1995 roku.
Pojazd zbudowany został na płycie podłogowej GM2900, która wykorzystana została do zbudowania m.in. Opla Calibry, Vectry A, Saaba 900 II, 9-3 I oraz 9-5 I. Początkowo pojazd oferowany był wyłącznie w wersji sedan oraz liftback. W sierpniu 1996 roku do oferty wprowadzono wersję kombi.
W 1999 roku auto przeszło face lifting. Zmieniono m.in. atrapę chłodnicy, która otrzymała chromowaną obwolutę, zastosowano nowe zderzaki, listwy przednie oraz nowe lampy przednie i tylne. Przy okazji zmieniono fotele z zagłówkami chroniącymi przed urazami w czasie kolizji oraz podniesiono bezpieczeństwo kierowcy i pasażerów podczas kolizji – w modelu po liftingu pojawił się system ochrony kręgów szyjnych kierowcy i pasażera – bardzo podobny do tego jaki stosuje Saab, dzięki czemu Vectra B po face liftingu w testach Euro NCAP otrzymała 3 gwiazdki (Vectra B przed face liftingiem zdobyła w testach Euro NCAP 2 gwiazdki), dokonano modernizacji zawieszenia oraz lepiej zabezpieczono auto przed korozją. Wzbogacono też kolorystykę tapicerek i wnętrza oraz podwyższono standard wyposażenia oraz jakość materiałów tapicerskich i tworzyw sztucznych. Rok później do oferty wprowadzono nowe jednostki napędowe: 1.8 16V 125 KM, 2.2 147 KM oraz 2.2 DTI 125 KM.
Firma Irmscher zajmująca się tuningiem fabrycznie nowych aut marki Opel (oraz innych marek należących do koncernu General Motors) opracowała Vectrę B w wersji i500 (powstało około 1300 sztuk a wersji po face liftingu tylko 300 sztuk) oraz i30 (ta seria powstała z okazji 30-lecia firmy Irmscher w 1998 roku). Inną firmą zajmującą się tuningiem fabrycznie nowych aut tego modelu Opla był Zender (do roku 2008). Wersja i500 była inspiracją dla kolejnych, sportowych, wersji Vectry B oferowanych tylko pod marką Vauxhall na rynku brytyjskim: Super Touring i GSi. Wyprodukowano zaledwie 3900 sztuk wersji 2.5 GSi, a w latach 2001 i 2002 zaledwie 500 sztuk modelu ostatniej linii 2.6 GSi.

### Vectra B w sporcie
Vectra B Super Touring brała udział w wyścigach: British Touring Car Championship, Azja-Pacyfik Touring Car Championship, niemieckim Super Tourenwagen Cup, Australian Super Touring Championship i szwedzkim Touring Car Championship.
Uwe Alzen za kierownicą Vectry B zajął trzecie miejsce w Super Tourenwagen Cup w 1997 i 1998 roku oraz drugie w 1999. Vectra B prowadzona przez Johna Henedersona była pierwsza w sezonie 2000/2001 australijskiego Super Touring Championship, Yvan Muller był szósty w 1999 oraz czwarty w 2000 roku w British Touring Car Championship. Vectra B w latach 2000–2003 była samochodem sztandarowym marki Chevrolet w brazylijskich wyścigach "Campeonato Brasileiro de Stock Car".

### Wersje wyposażeniowe
| Wersja | Dostępne silniki |
| ------ | --- |
| GL     | 1.7TD 82 KM, 2.0DI 82KM, 2.0DTI 101KM, 2.2DTI 125 KM, 1.6i 75 KM, 1.6i 16V 100KM, 1.8i 16V 115KM, 1.8i 16V 125KM, 2.0i 16V 136KM, 2.5i V6 170KM, 2.6i V6 170KM     |
| CD     | 1.7TD 82 KM, 2.0DI 82KM, 2.0DTI 101KM, 2.2DTI 125 KM, 1.6i 16V 100KM, 1.8i 16V 115KM, 1.8i 16V 125KM, 2.0i 16V 136KM, 2.5i V6 170KM, 2.6i V6 170KM                 |
| CDX    | 1.7TD 82 KM, 2.0DI 82KM, 2.0DTI 101KM, 2.2DTI 125 KM, 1.6i 16V 100KM, 1.8i 16V 115KM, 1.8i 16V 125KM, 2.0i 16V 136KM, 2.2i 16V 147KM, 2.5i V6 170KM, 2.6i V6 170KM |
| Sport  | 2.0DTI 101KM, 2.2DTI 125 KM, 1.6i 16V 100KM, 1.8i 16V 115KM, 1.8i 16V 125KM, 2.0i 16V 136 KM, 2.5i V6 170KM, 2.6i V6 170KM                                         |
| i500   | 2.5i V6 194KM |
| i30    | 3.0i V6 220KM |

### Dane techniczne[12][13]
| 1.6 8V                | 75 / 5200  | 128 / 2600 | 15,5 | 175 | 1995–1999 |
| 1.6 16V               | 101 / 6000 | 150 / 3200 | 12,5 | 188 | 1995–2002 |
| 1.8 16V               | 116 / 5400 | 170 / 3600 | 11,5 | 201 | 1995–2000 |
| 1.8 16V               | 125 / 5600 | 170 / 3800 | 11   | 208 | 2000–2002 |
| 2.0 16V               | 136 / 5600 | 188 / 3200 | 10,5 | 215 | 1995–2001 |
| 2.2 16V               | 147 / 5800 | 203 / 4000 | 9,5  | 220 | 2000–2002 |
| 2.5 V6 24V            | 170 / 5800 | 230 / 3200 | 8,5  | 230 | 1995–2000 |
| 2.5 i500              | 194 / 6500 | 240 / 3500 | 7,9  | 236 | 1998–2000 |
| 2.6 V6 24V            | 170 / 5600 | 250 / 3000 | 8,2  | 230 | 2000–2002 |
| 3.0 i30               | 220 / 6200 | 300 / 3600 | 6,9  | 242 | 1998      |
| Silniki wysokoprężne: |            |            |      |     |           |
| 1.7 TD                | 82 / 4400  | 168 / 2400 | 16,3 | 175 | 1995–1996 |
| 2.0 DI 16V (X20DTL)   | 82 / 4300  | 185 / 1800 | 17   | 178 | 1996–2000 |
| 2.0 DTI 16V (X20DTH)  | 101 / 4300 | 205 / 1600 | 11,5 | 195 | 1997–2000 |
| 2.0 DTI 16V (Y20DTH)  | 101 / 4300 | 230 / 1900 | 11,5 | 195 | 2000–2002 |
| 2.2 DTI 16V (Y22DTR)  | 125 / 4000 | 280 / 1500 | 10,4 | 207 | 2000–2002 |

## Trzecia generacja

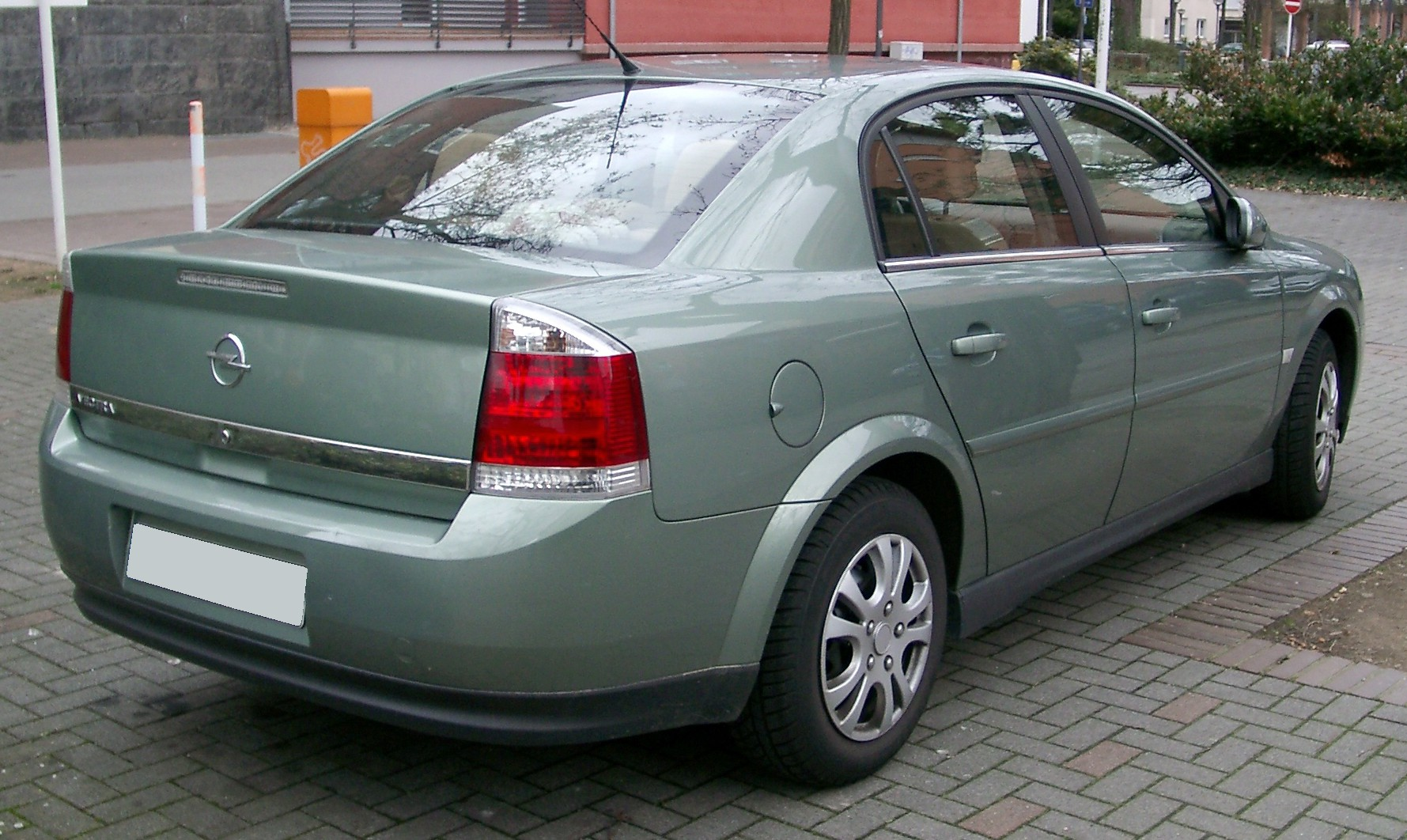
Opel Vectra C – tył

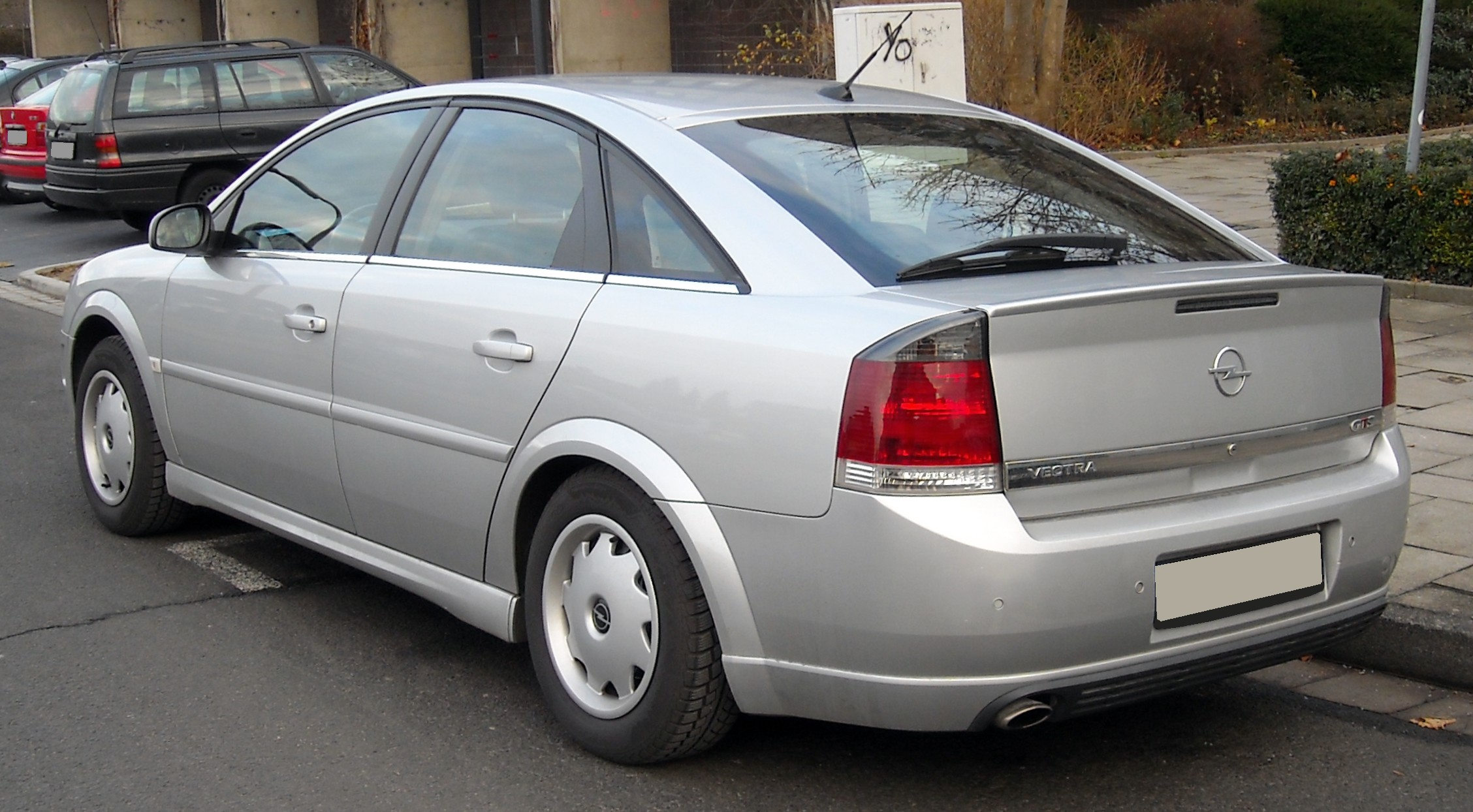
Opel Vectra C Liftback

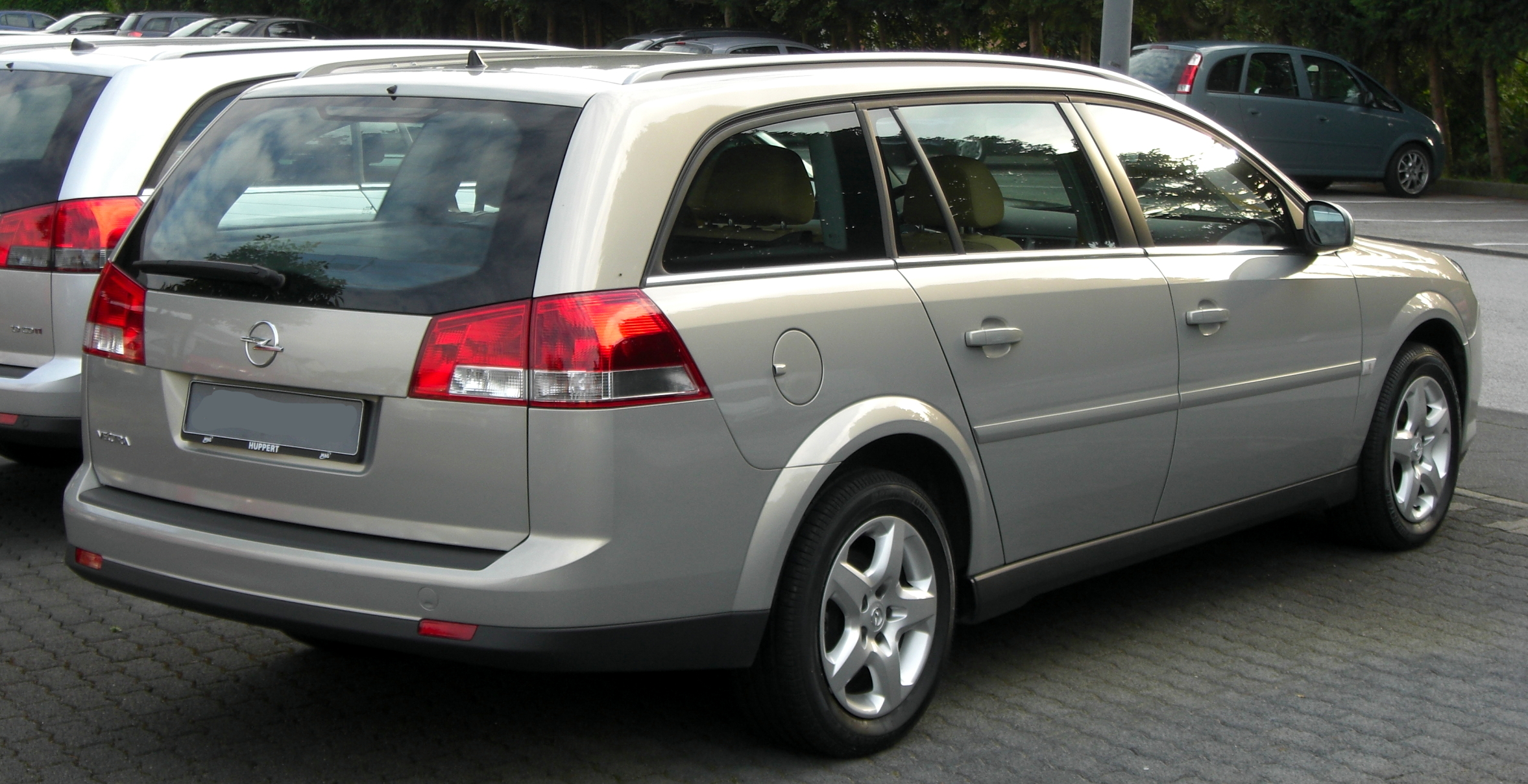
Opel Vectra C Kombi

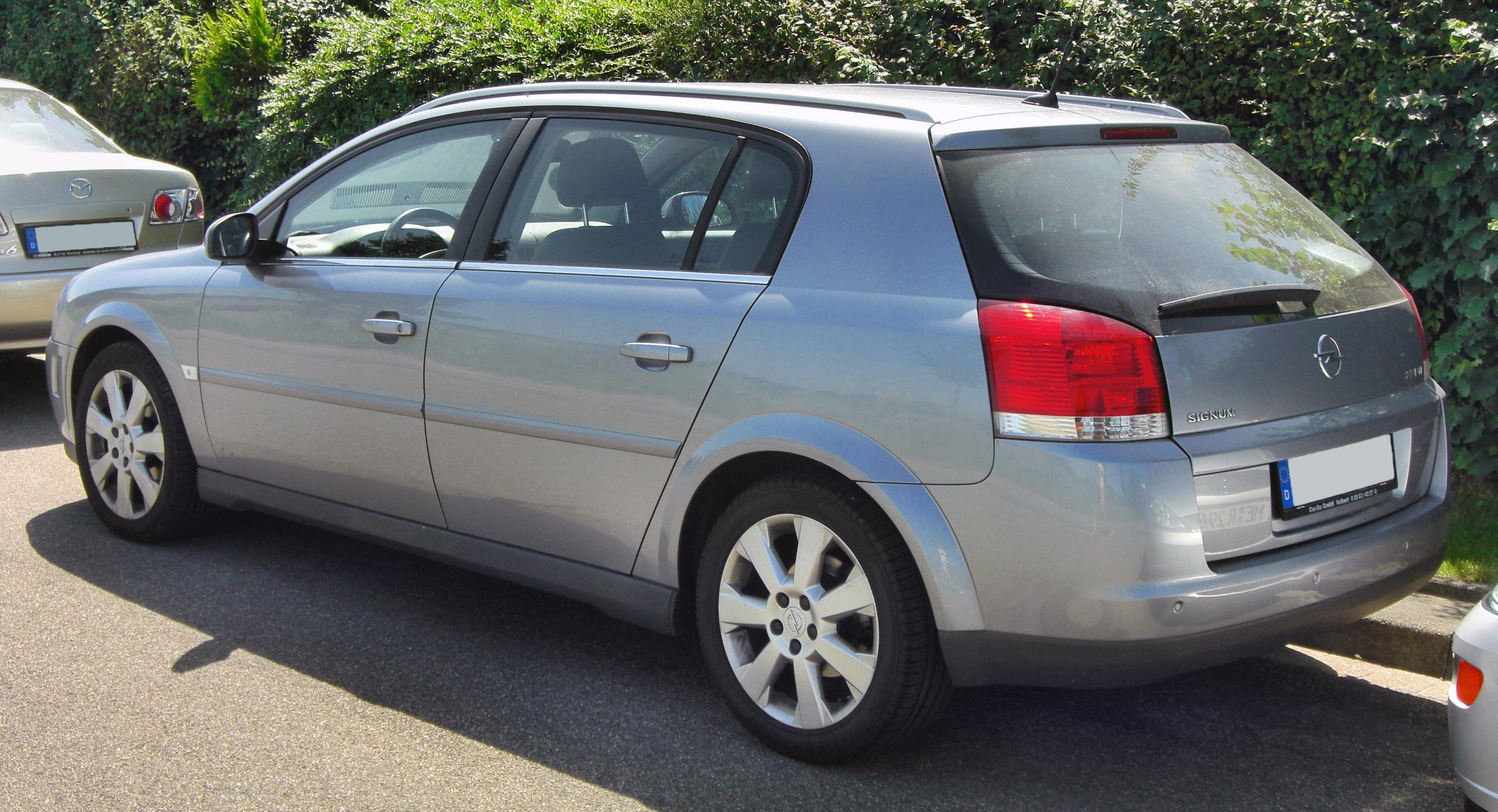
Opel Signum

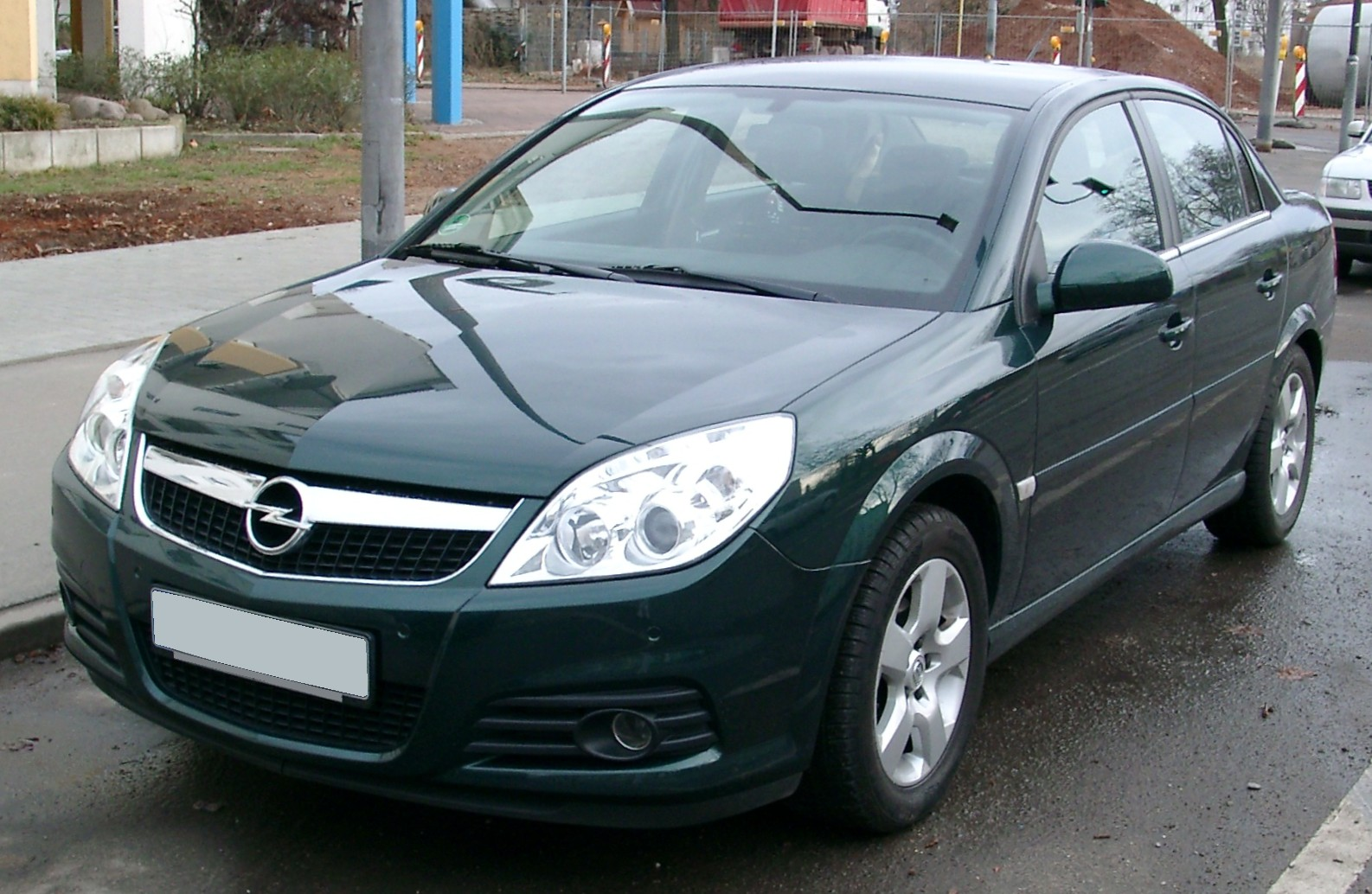
Opel Vectra C po liftingu

Opel Vectra III został zaprezentowany po raz pierwszy w marcu 2002 roku.
Auto zbudowane zostało na płycie podłogowej GM Epsilon I, dzielonej m.in. z Fiatem Croma, Cadillaciem BLS oraz Saabem 9-3 II. W 2003 roku wprowadzono do oferty luksusową wersję hatchback pojazdu, którą nazwano Signum.
W 2005 roku auto przeszło face lifting. Zmodernizowano m.in. przednie reflektory oraz zderzak. Przy okazji liftingu zwiększono moc silnika benzynowego 1.8 16V ze 122 KM do 140 KM. W tym samym roku zaprezentowano usportowioną wersję pojazdu – OPC przygotowaną przez oddział Opel Performance Center, którą wyposażono w 24-zaworowy silnik benzynowy o pojemności 2.8 l i mocy 255 KM, którą następnie zwiększono do 280 KM.
W 2008 roku podczas targów motoryzacyjnych w Londynie zaprezentowano następcę modelu Vectra – Opla Insignię.

### Wersje wyposażeniowe
- Elegance
- Sport
- Cosmo
- GTS
- OPC

Standardowe wyposażenie pojazdu obejmuje m.in. 4 poduszki powietrzne, dwie kurtyny powietrzne oraz aktywne zagłówki przednie.

### Dane techniczne
| Silnik                | Moc maksymalna (KM) | przyspieszenie 0–100 km/h (s) | Prędkość maksymalna (km/h) | Zużycie paliwa miasto/poza miastem/średnie (l / 100 KM) | Lata produkcji     |
| Silniki benzynowe:    | Silniki benzynowe:  | Silniki benzynowe:            | Silniki benzynowe:         | Silniki benzynowe:                                      | Silniki benzynowe: |
| --------------------- | ------------------- | ----------------------------- | -------------------------- | ------------------------------------------------------- | ------------------ |
| 1.6 16V               | 100                 | 12,5                          | 192                        | 10,0 / 5,6 / 7,2                                        | 2004-06            |
| 1.6 16V               | 105                 | 12,6                          | 194                        | 9,1 / 5,5 / 6,8                                         | 2006-09            |
| 1.8 16V               | 122                 | 11,2                          | 203                        | 10,8 / 5,9 / 7,7                                        | 2002-06            |
| 1.8 16V               | 140                 | 10,7                          | 210                        | 9,9 / 5,6 / 7,2                                         | 2006-09            |
| 2.0 Turbo 16V         | 175                 | 9,1                           | 230                        | 12,6 / 6,4 / 8,7                                        | 2003-09            |
| 2.2 16V               | 147                 | 10,2                          | 216                        | 11,9 / 6,7 / 8,6                                        | 2002-04            |
| 2.2 16V DIRECT        | 155                 | 9,4                           | 218                        | 10,3 / 5,9 / 7,5                                        | 2004-09            |
| 2.8 24V               | 230                 | 7,3                           | 250                        | 15,4 / 9,3 / 12,3                                       | 2005-06            |
| 2.8 24V               | 250                 | 6,9                           | 250                        | 15,4 / 9,3 / 12,3                                       | 2006-09            |
| 2.8 OPC 24V           | 255                 | 6,7                           | 250                        | bd.                                                     | 2005-06            |
| 2.8 OPC 24V           | 280                 | 6,3                           | 250                        | 16,2 / 9,9 / 13,1                                       | 2006-09            |
| 3.2 24V               | 211                 | 7,5                           | 248                        | 14,0 / 7,3 / 9,8                                        | 2003-05            |
| Silniki wysokoprężne: |                     |                               |                            |                                                         |                    |
| 1.9 CDTI 8V           | 100                 | 13,8                          | 186                        | 7,4 / 4,7 / 5,7                                         | 2005-09            |
| 1.9 CDTI 8V           | 120                 | 11,5                          | 200                        | 7,4 / 4,7 / 5,8                                         | 2004-09            |
| 1.9 CDTI 16V          | 150                 | 9,8                           | 217                        | 7,5 / 4,8 / 5,8                                         | 2004-09            |
| 2.0 DTI 16V           | 101                 | 13,0                          | 192                        | 7,7 / 4,5 / 5,9                                         | 2002-05            |
| 2.2 DTI 16V           | 125                 | 10,8                          | 206                        | 8,7 / 5,2 / 6,5                                         | 2002-05            |
| 3.0 CDTI 24V          | 177                 | 9,3                           | 226                        | 9,8 / 5,4 / 7,0                                         | 2003-05            |
| 3.0 CDTI 24V          | 184                 | 8,9                           | 230                        | 9,8 / 5,2 / 6,9                                         | 2005-09            |